# Il gatto dalle molte code
Il gatto dalle molte code (titolo originale Cat of Many Tails) è un romanzo giallo di Ellery Queen, pseudonimo della coppia di scrittori Frederic Dannay e Manfred Bennington Lee e nome del protagonista del romanzo. La vicenda è ambientata a New York.

## Trama
Il racconto narra uno dei casi della serie di Ellery Queen, il quale all'inizio del romanzo è deciso ad abbandonare per sempre la vita da detective per il precedente caso finito in tragedia. Da più di due mesi un assassino che si fa chiamare il Gatto terrorizza le strade di New York. La sua tecnica è sempre la stessa: strozza le sue vittime con una corda di seta indiana, rosa salmone per le donne e azzurro per gli uomini. Quando uccide all'interno di abitazioni gli inquirenti non trovano segni di scasso e neanche le impronte digitali. L'assassino colpisce sempre fra le undici e le due di notte. Poiché le vittime, otto in tutto, non hanno nulla in comune fra loro, Ellery elabora due teorie: una che segue l'età decrescente delle vittime e un'altra, chiamata teoria del delitto multiplo, per la quale l'assassino vuole uccidere una certa persona, ma per non farsi scoprire uccide anche altre persone che non c'entrano nulla tra di loro in modo da creare confusione ed evitare di essere smascherato.
Sulla base di questa seconda teoria i sospetti cadono su due persone, il signor Jimmy Mckell, fratello di una delle vittime - che avrebbe avuto come movente delle questioni testamentarie - e la signorina Celeste Philips, sorella anche lei di una vittima e sospettata di aver agito per un interesse simile.
Alla squadra degli investigatori si aggiunge lo psichiatra Edward Cazalis - al quale il Gatto ha ucciso l'unica nipote - incaricato di verificare lo stato di salute mentale dell'assassino. Il nono omicidio permette di andare avanti con le indagini, poiché si scopre che la firma del ginecologo che compare sulla casella anagrafica della vittima è la stessa riscontrata nel caso delle altre vittime. Il ginecologo era proprio il dottor Edward Cazalis. Fatte ulteriori ricerche si scopre che Cazalis era stato un promettente ginecologo, le cui aspirazioni erano state stroncate da una serie di esaurimenti nervosi dovuti alla perdita dei figli nascituri. Per curarsi era andato con la moglie in Svizzera, ma finita la cura aveva deciso di intraprendere la carriera di psicologo.
Affiancato dal padre poliziotto, Ellery intuisce che se davvero il Gatto è il dottor Cazalis, la prossima vittima sarà Marylin Soames. Per proteggerla, le invia in casa Celeste Philips come infermiera ma questa, avendo inavvertitamente indossato il vestito a quadretti della Soames, verrà abbrancata da Cazalis che tenterà di ucciderla. Fortunatamente, prima che la stretta diventi fatale, intervengono Ellery e Jimmy Mckell, salvando la ragazza. Il tentativo di Cazalis di uccidere la Philips consente l'arresto del medico, col quale la vicenda sembra conclusa. Ellery, che ancora si interroga su come un uomo razionale come Cazalis possa trasformarsi in un omicida seriale, scopre, leggendo una rivista scientifica, che Cazalis stava partecipando a un congresso di psichiatria in Europa il giorno in cui è avvenuto uno degli omicidi. Decide quindi di recarsi in Austria, dove ottiene l'aiuto del professor Seligmann, amico, psicanalista e ex professore di psicologia del dottor Cazalis. Ellery scopre così che il Gatto è in realtà la moglie di Cazalis, il quale aveva accettato di assumersi la responsabilità degli omicidi per proteggerla. La donna era diventata gelosa delle altre donne cui Cazalis aveva fatto nascere dei figli poiché quando questi ha partecipato al parto della moglie, non riuscì a far nascere vivi i due figli. Così aveva iniziato ad assassinare tutte le persone rintracciabili a cui Cazalis aveva dato la vita molti anni prima. Il medico aveva capito il collegamento tra il colore dei fili di seta e il parto e, per non far incolpare la moglie, aveva attirato le attenzioni su di sé tentando l'omicidio di Marylin Soames. Quando Ellery avverte della scoperta la polizia di New York è già troppo tardi: i coniugi Cazalis si sono suicidati in cella con dei farmaci.

## Opere derivate
Da questo romanzo fu tratto nel 1971 il film per la televisione Ellery Queen: Don't Look Behind You, diretto da Barry Shear e interpretato da Peter Lawford, Harry Morgan e E.G. Marshall.

## Edizioni
- Ellery Queen, Il gatto dalle molte code, collana Serie gialli (n. 33), traduzione di Carlo Borelli, Milano, Garzanti, 1954.
- Ellery Queen, Il gatto dalle molte code, collana I Classici del Giallo Mondadori (n. 212), traduzione di Carlo Borelli, Mondadori, marzo 1975.
- Ellery Queen, Il gatto dalle molte code, collana Oscar (n. 2077), traduzione di Carlo Borelli, Mondadori, 1988.
- Ellery Queen, Il gatto dalle molte code, collana I Classici del Giallo Mondadori (n. 860), traduzione di Carlo Borelli, Mondadori, gennaio 2000.
- Ellery Queen, Il gatto dalle molte code, collana Oscar varia (n. 1775), traduzione di Carlo Borelli, Mondadori, 2001.
- Ellery Queen, Il gatto dalle molte code, collana Oscar Scrittori moderni, traduzione di Carlo Borelli, Mondadori, 2008.
- Ellery Queen, Il gatto dalle molte code, collana Oscar Gialli, traduzione di Carlo Borelli, Mondadori, 2016.
- Ellery Queen, Il gatto dalle molte code, collana I Classici del Giallo Mondadori (n. 1450), traduzione di Carlo Borelli, Mondadori, novembre 2021.